# Pachygnatha gaoi
Pachygnatha gaoi är en spindelart som beskrevs av Zhu, Song och Zhang 2003. Pachygnatha gaoi ingår i släktet Pachygnatha och familjen käkspindlar. Inga underarter finns listade i Catalogue of Life.